# Бики, Винченцо
Винченцо Бики (итал. Vincenzo Bichi; 2 февраля 1668, Сиена, Великое герцогство Тосканское — 11 февраля 1750, Рим, Папская область) — итальянский куриальный кардинал, папский дипломат и доктор обоих прав. Титулярный архиепископ Лаодикеи с 11 декабря 1702 по 23 сентября 1731. Апостольский нунций в Швейцарии с 5 января 1703 по 14 сентября 1709. Апостольский нунций в Португалии с 14 сентября 1709 по 28 сентября 1720. Камерленго Священной Коллегии кардиналов с 26 января 1739 по 2 января 1741. Про-префект Верховного Трибунала Апостольской Сигнатуры милости с 1 января 1743 по 11 февраля 1750. Кардинал-священник с 23 сентября 1731, с титулом церкви Сан-Пьетро-ин-Монторио с 31 марта 1732 по 16 декабря 1737. Кардинал-священник с титулом церкви Сан-Лоренцо-ин-Панисперна с 16 декабря 1737 по 29 августа 1740. Кардинал-священник с титулом церкви Сан-Маттео-ин-Мерулана с 29 августа 1740 по 20 мая 1743. Кардинал-священник с титулом церкви Сан-Сильвестро-ин-Капите с 20 мая по 23 сентября 1743. Кардинал-епископ Сабины с 23 сентября 1743 по 10 апреля 1747. Кардинал-епископ Фраскати с 10 апреля 1747 по 11 февраля 1750.